# Allié majeur non-membre de l'OTAN

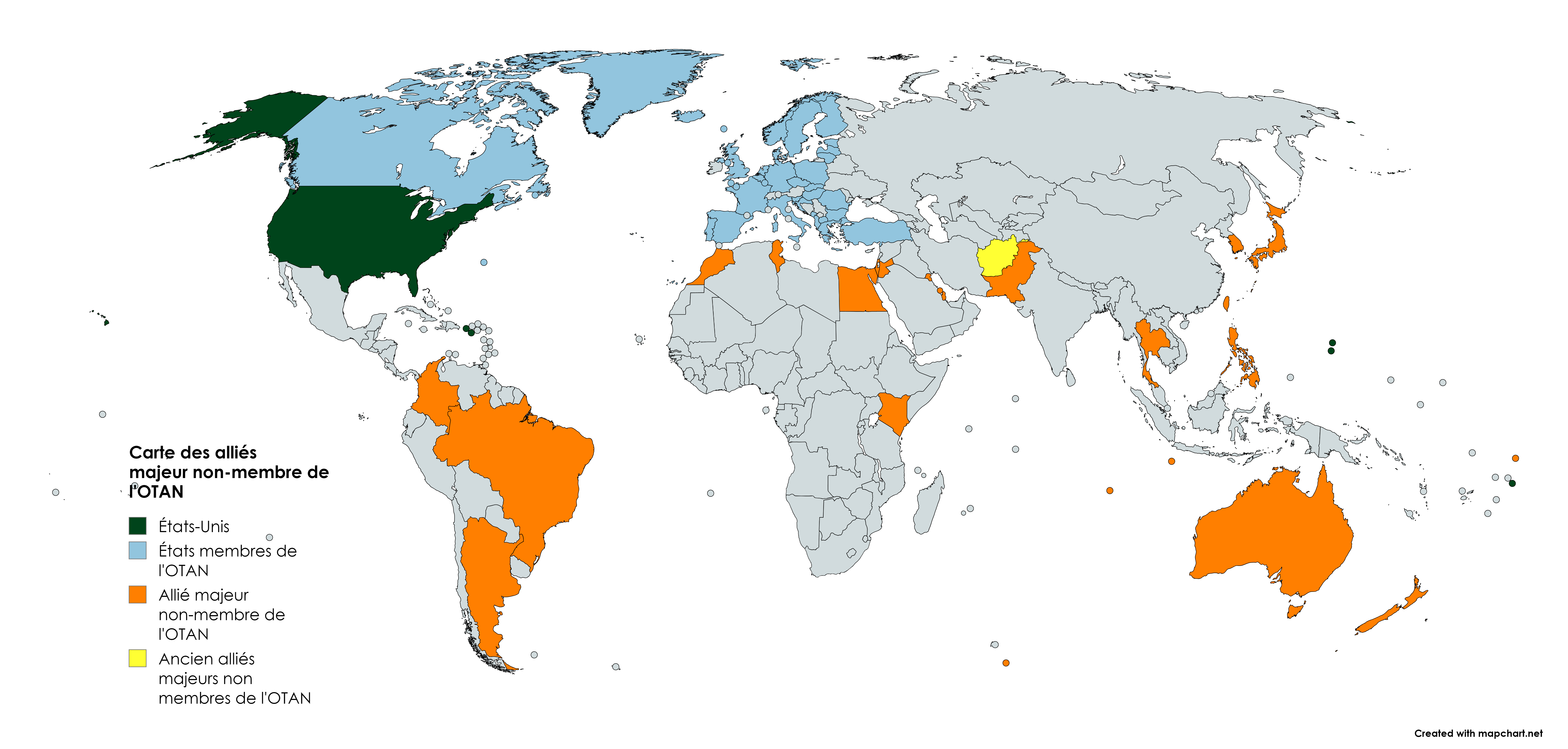
Carte des alliés majeurs non-membre de l'OTAN.
États-Unis
Le reste de l'OTAN
MNNA
Ancien alliés majeurs non membres de l'OTAN (Afghanistan)

Un allié majeur non-membre de l'OTAN (en anglais : major non-NATO ally, MNNA) est un pays, proche allié des États-Unis, travaillant étroitement avec les forces armées de ce dernier pays mais qui n'est pas membres de l'OTAN, désigné comme tel par le gouvernement américain.

## Histoire

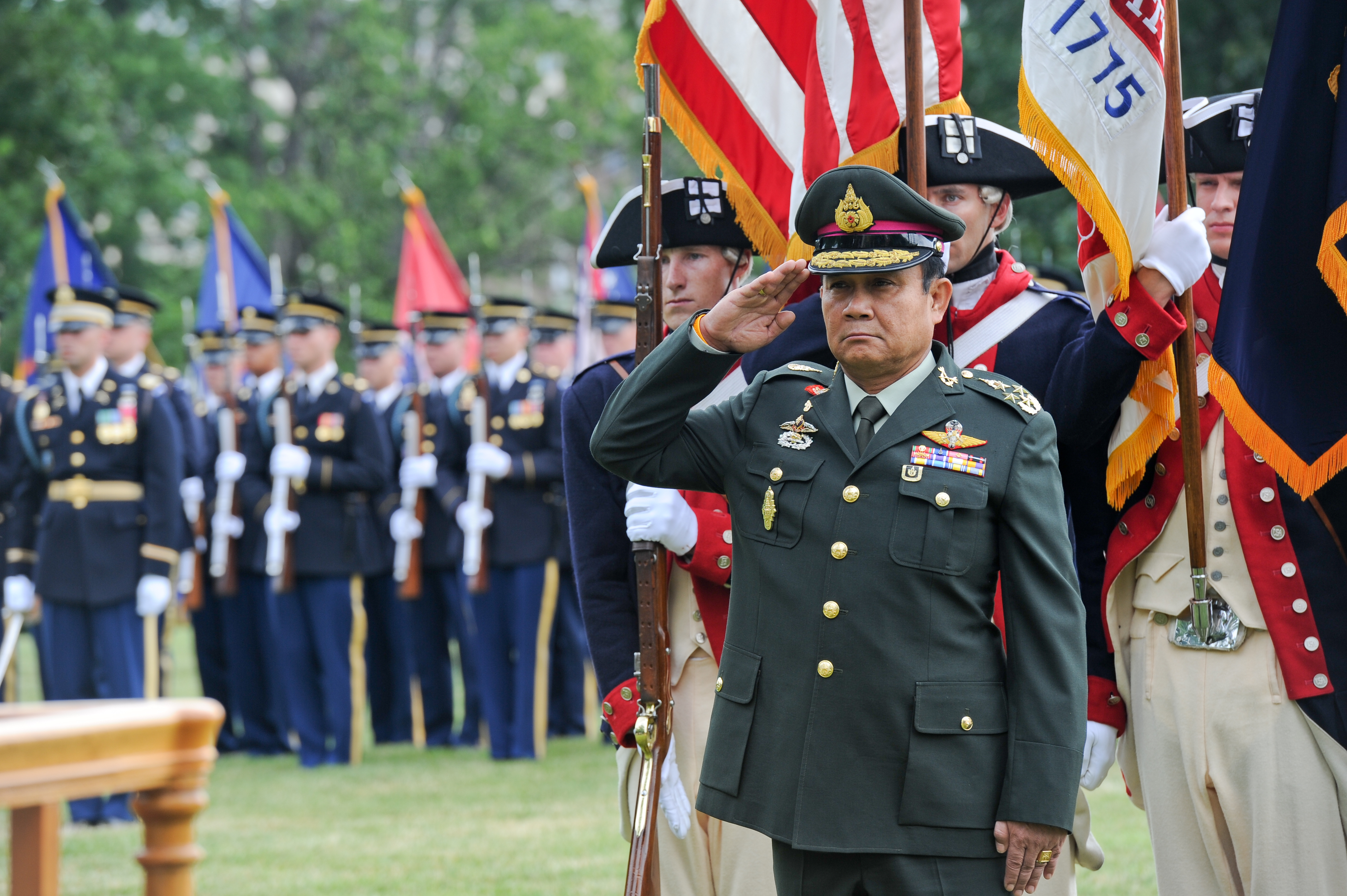
Prayut Chan-o-cha, commandant en chef de l'Armée royale thaïlandaise, à Arlington, Virginie, le 6 juin 2013.

Le statut des pays alliés majeurs non-membres de l'OTAN a été créé pour la première fois en 1987 lorsque l'article 2350a, également connu sous le nom d'amendement Sam Nunn, a été ajouté au titre 10 (en) (Forces armées) du Code des États-Unis par le Congrès. Il stipulait que des accords coopératifs en matière de la recherche et du développement pouvaient être conclus avec des alliés non membres de l'OTAN par le secrétaire à la Défense avec l'assentiment du secrétaire d'État. Les premiers MNNA étaient l'Australie, l'Égypte, Israël, le Japon et la Corée du Sud. En 1996, les alliés majeurs non membres de l'OTAN ont reçu des avantages militaires et financiers supplémentaires lorsque l'article 2321k a été ajouté au titre 22 (en) (Relations étrangères (en)) du Code américain (également connu sous le nom d'article 517 du Foreign Assistance Act de 1961), qui a ajouté les pays MNNA à de nombreux exemptions à la loi sur le contrôle des exportations d'armes (en) de 1976 dont bénéficiaient les membres de l'OTAN. Il a également autorisé le président des É.-U. à désigner une nation comme un MNNA trente jours après avoir notifié le Congrès. Une fois l'article 2321k promulgué, les cinq premiers pays ont été considérés comme alliés majeurs non-membres de l'OTAN ; et la Jordanie et la Nouvelle-Zélande ont été ajoutées à la liste.

## Avantages
Les nations nommées comme alliés majeurs non-membres de l'OTAN sont éligibles aux avantages suivants :

## L'Inde comme un partenaire majeur pour la défense
En 2016, les États-Unis ont reconnu l'Inde comme un « partenaire majeur pour la défense ».
La description est intervenue moins d'un mois après que la Chambre des représentants a adopté le United States–India Defense Technology and Partnership Act. Cela a permis à l'Inde d'acheter des technologies plus avancées et plus sensibles, comparables à celles des alliés et partenaires les plus proches des États-Unis.

## Israël en tant que partenaire stratégique majeur
En décembre 2014, la Chambre des représentants des États-Unis a adopté la loi de 2013 sur le partenariat stratégique entre les États-Unis et Israël (United States–Israel Strategic Partnership Act of 2013).
Cette nouvelle catégorie aurait placé Israël un cran au-dessus de la classification des alliés majeurs non-membres de l'OTAN et aurait ajouté un soutien supplémentaire aux infrastructures de défense et d'énergie, et renforcé la coopération par le biais des entreprises et des universités. Le projet de loi demandait en outre aux États-Unis d'augmenter leur réserve dans l'éventualité d'une guerre (en) en Israël à 1,8 milliard de dollars américains. Le projet de loi n'a pas été voté et, en tant que tel, n'a pas été adopté ni n'est devenu loi.

## Liste
Les pays suivants ont été désignés comme alliés majeurs non-membres de l'OTAN des États-Unis (par date de leur désignation),, :

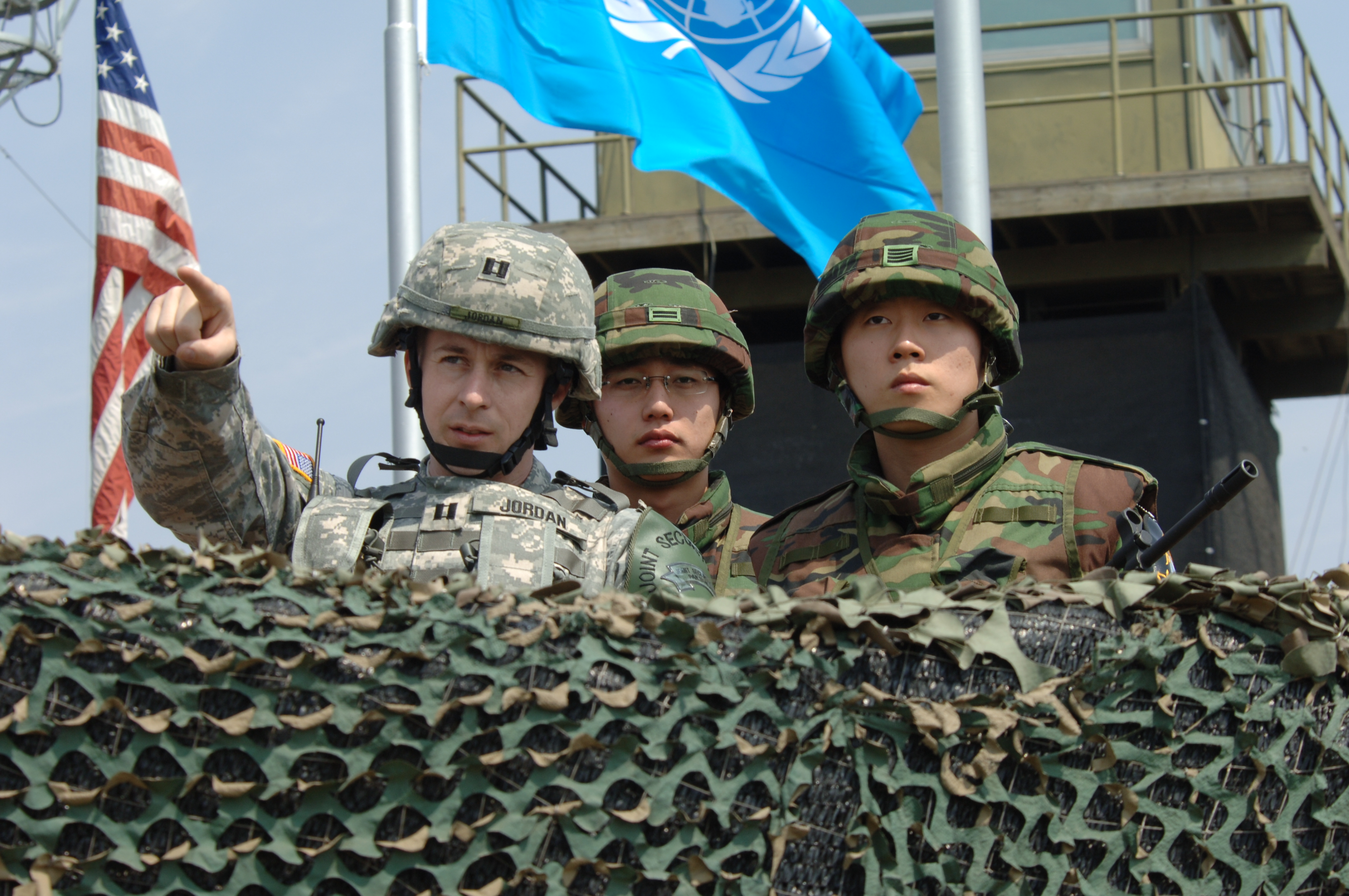
Des soldats sud-coréens et un officier de l'armée américaine surveillent la zone coréenne démilitarisée en 2008.

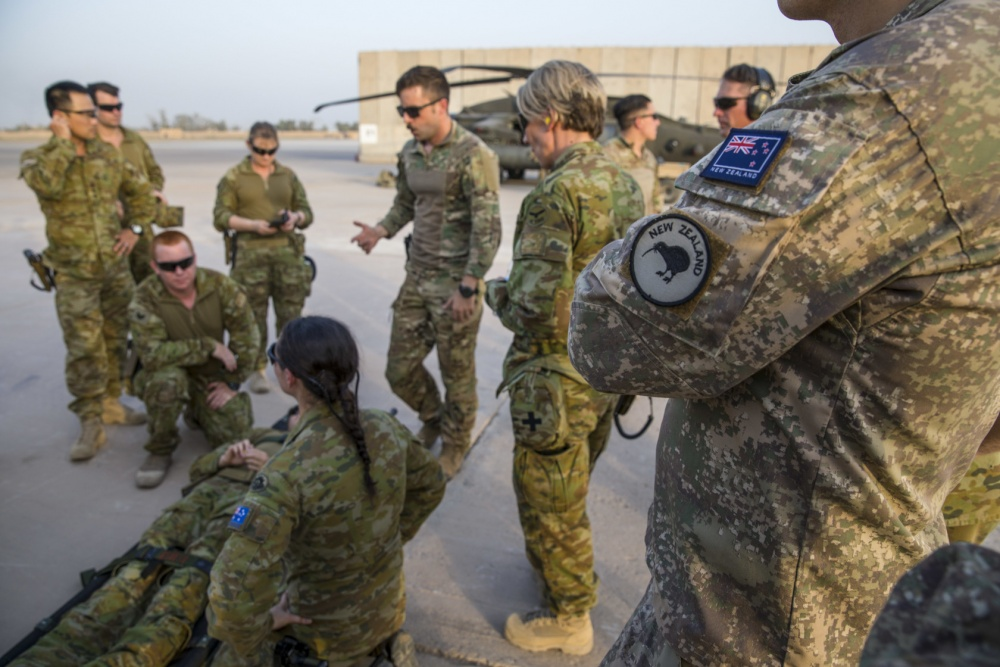
Des membres des Forces de défense australiennes, des Forces de défense néo-zélandaises et de l'armée américaine mènent des exercices d'évacuation sanitaire au Camp Taji en Irak, en 2018.

### Nommés parGeorge H. W. Bush
- Australie (1989)[13]
- Égypte (1989)[13]
- Israël (1989)[13]
- Japon (1989)[13]
- Corée du Sud (1989)[13]

### Nommés parBill Clinton
- Jordanie (1996)[14]
- Nouvelle-Zélande (1997)
- Argentine (1998)[15]

### Nommés parGeorge W. Bush
- Bahreïn (2002)[16]
- Maldives (2003)
- Philippines (2003)[17]
- Thaïlande (2003)[18]
- Taïwan (2003)[19]
- Koweït (2004)[20]
- Maroc (2004)[21]
- Pakistan (2004)[22]

### Nommés parBarack Obama
- Afghanistan (de jure 2012[23],[24] ; retiré de la liste en 2022)
- Tunisie (2015)[25],[26]

### Nommés parDonald Trump
- Brésil (2019)[27],[28]

### Nommé parJoe Biden
- Qatar (2022)[29],[30]
- Colombie (2022)[31],[32]
- Kenya (2024)